# 惡意 (小說)
《惡意》（日語：悪意）是日本作家東野圭吾的長篇推理小說，也是「加賀恭一郎系列」的第四本小說。單行本於1996年由雙葉社發行，2001年發行了講談社文庫版。英文版譯名《Malice : A Mystery》。

## 出版書籍
| 出版社             | 出版日期      | 格式   | 頁數  | ISBN / EAN             | 譯者            |
| ------------------ | ------------- | ------ | ----- | ---------------------- | --------------- |
| 雙葉社             | 1996年9月20日 | 單行本 | 309頁 | ISBN 978-4-57-523264-6 | 不適用          |
| 講談社             | 2000年1月5日  | 新書判 | 260頁 | ISBN 978-4-06-182114-9 | 不適用          |
| 講談社             | 2001年1月17日 | 文庫本 | 376頁 | ISBN 978-4-06-273017-4 | 不適用          |
| 商周出版           | 2004年2月3日  | 平裝書 | 280頁 | ISBN 978-986-124111-1  | 婁美蓮          |
| 獨步文化           | 2006年9月28日 | 平裝書 | 288頁 | ISBN 978-986-695419-1  | 婁美蓮          |
| 朝鮮 (地區)        | 2008年7月25日 | 平裝書 | 356頁 | ISBN 978-897-275419-0  |                 |
| 南海出版社         | 2009年6月     | 平裝書 | 264頁 | ISBN 978-754-424442-8  | 婁美蓮          |
| 泰国               | 2009年8月     | 平裝書 | 384頁 | ISBN 978-611-515031-1  |                 |
| 獨步文化           | 2009年9月28日 | 平裝書 | 288頁 | EAN 4717702067465      | 婁美蓮          |
| 南海出版公司       | 2013年1月     | 平裝書 | 264頁 | ISBN 978-754-425861-6  | 婁美蓮          |
| St. Martin's Press | 2014年10月7日 | 精裝書 | 288頁 | ISBN 978-125-003560-8  | Alexander Smith |
| St. Martin's Press | 2014月10月7日 | 平裝書 | 288頁 | ISBN 978-1-40-870585-8 | Alexander Smith |
| 獨步文化           | 2015年8月1日  | 平裝書 | 288頁 | ISBN 978-986-695-419-1 | 婁美蓮          |

## 書籍評價
- 1997年 「這本推理小說真厲害！」　第24名[1]

## 故事簡介
令人害怕的，並非暴力本身，而其所散發的負面能量。這世上竟有如此惡意！
　　本書由作家野野口修和加賀刑警兩人自述與訪談的筆記和記錄交互穿插構成。逐漸浮現出殺人事件的詭譎樣貌。
　　暢銷名作家日高邦彥在移居加拿大的前夕於家中慘遭殺害，發現命案現場的是作家的新婚妻子，及同樣身為作家的昔日同窗好友野野口修。野野口修決定紀錄好友的意外經過，而這份紀錄也成為刑警破案的關鍵線索，經過一連串的抽絲剝繭，殺人真兇現身，但隱藏在殺人動機背後另有令人不寒而慄的惡意。
　　野野口是名兒童文學作家。他本是教國文的國中老師，因為昔日同窗日高邦彥的推薦，欲以寫作謀生，辭去了教職。某天，日高邦彥遇害的禍事突然降臨在他的身上。人氣作家日高邦彥十年前就已出道，卻不受注意。因描寫煙火師傅一生的『死火』一舉成名，贏得知名文學大獎，更一口氣成為日本少數的暢銷作家。日高計劃和妻子一同移居加拿大，野野口最後一次到日高家的時候，恰與其不睦的鄰居擦身而過。日高的新作『禁獵地』以真人為範本寫成。該書主角遺族不滿死去親人的隱私受侵犯，得知日高即將搬往加拿大，特地前往抗議。
　　日高當晚被殺，第一發現者野野口捲入事件之中。他開始書寫筆記，「記錄」整個經過。
　　而書中另一個角色加賀刑警和野野口曾是同事，他不但參酌野野口的筆記辦案，也將自己辦案的經過寫成紀錄。真兇的不在場證明很快便遭破解，反成犯案鐵證，卻又不說明殺人動機。在追索過程中，加賀翻出當事人的隱私，也因『禁獵地』涉及校園霸凌而回憶當刑警前的過往。隨著從野野口與加賀紀錄的相繼出現，讀者仿若洗三溫暖般，反覆經歷了發覺疑雲、解迷、撞見矛盾、豁然開朗的故事情節中，真真假假，假假真真，一再被騙，一會兒期待落空，一會兒又自打嘴巴，弄得人仰馬翻，但又不忍釋卷。

## 登場人物
※關於加賀恭一郎請參看「加賀恭一郎系列－登場人物」。
日高 邦彥（Hidaka Kunihiko）
被害者。暢銷小說家。
野野口 修（Nonoguchi Osamu）
主要創作兒童文學的小說家。以前曾是語文教師，是加賀教師時代的前輩。日高邦彥的兒時玩伴。
藤尾 正哉（Fujio Masaya）
已故。日高和野野口的兒時玩伴。日高的作品《禁獵地》以他為人物原型而創作。
藤尾 美彌子（Fujio Miyako）
正哉的妹妹。為了抗議日高將哥哥的經歷寫成小說而屢次拜訪他。
日高 初美（Hidaka Hatsumi）
日高的前妻。因為交通意外而去世。
日高 理惠（Hidaka Rie）
日高邦彥的第二任妻子。
篠田 弓枝（Shinoda Yumie）
初美的母親。與丈夫一起住在橫濱。
迫田
警視廳搜查一課的警部。
牧村
警視廳搜查一課的刑警。

## 電視劇
於2001年11月19日-12月17日期間在NHK綜合頻道的「周一連續劇場」（毎週一21:15-21:58）播放，標題為「東野圭吾Mystery『惡意』」。當時本來預定從11月12日開始播放，但因為同一檔期的前一部電視劇受阿富汗戰爭的相關新聞報道影響而停播一集，導致本劇延遲一周才開始播放。
原本小說中的「加賀恭一郎」在本劇中換成了「西原甲子男」。

### 主演
- 西原甲子男 - 間寬平
- 野野口修 - 佐佐木藏之介
- 牧村京子 - 岩崎宏美
- 日高理恵 - 床嶋佳子
- 日高邦彦 - 宅麻伸
- 日高初美 - 純名里沙
- 瀬田班長 - 花紀京
- 辻本平吉 -

### 製作人員
- 脚本 - 尾西兼一
- 演出 - 長沖涉、訓霸圭、大杉太郎
- 制作人 - 木田幸紀
- 音樂 - 梅林茂

### 每集標題
| 各話                                                        | 播放日期       | 日文標題 | 中文標題                                         | 演出     | 收視率 |
| ----------------------------------------------------------- | -------------- | -------- | ------------------------------------------------ | -------- | ------ |
| 第1話                                                       | 2001年11月19日 |          | 浪速的可倫坡登場！流行作家死亡之謎？             | 長沖涉   | 9.3%   |
| 第2話                                                       | 2001年11月19日 |          | 陷阱中的陷阱！謎團中的謎團！兇手和刑警的頭腦決勝 | 長沖涉   | 7.3%   |
| 第3話                                                       | 2001年12月3日  |          | 照片中的美少女是誰？錄影帶中明了的過去的犯罪     | 訓霸圭   | 7.5%   |
| 第4話                                                       | 2001年12月10日 |          | 悲劇的愛的結局？浪速的可倫坡的關鍵時刻           | 長沖涉   | 5.5%   |
| 第5話                                                       | 2001年12月17日 |          | 浪速的可倫坡投降？那時候的煙花是                 | 大杉太郎 | 6.0%   |
| 最終話                                                      | 2001年12月17日 |          | 書寫終結的文字之時                               | 長沖涉   | 6.1%   |
| 平均收視率 6.95%（收視率由關東地區·Video Research公司調查） |                |          |                                                  |          |        |

- 第1話和第2話於同一日播放。第1話是20:00-20:43、第2話則是通常長度（21:15-21:58）播放。
- 第5話和最終話也是同一日播放。第5話是通常長度、最終話是23:00-23:43。
- 11月26日因播放高清懸疑劇後篇而停播一集。